# يبيتسو
يبيتسو  هي بلدية في اليابان، وبلدة في اليابان، تقع في Okhotsk Subprefecture ‏، بلغ عدد سكانها 8,954  نسمة وذلك حسب إحصائيات سنة 2018.